# بورتمربئک
شهر بورتمربئک (به فرانسوی: Boortmeerbeek) در ناحیه اداری لوان در استان فلومیش بربان در منطقه فلاندری در کشور بلژیک واقع شده‌است.

## نگارخانه

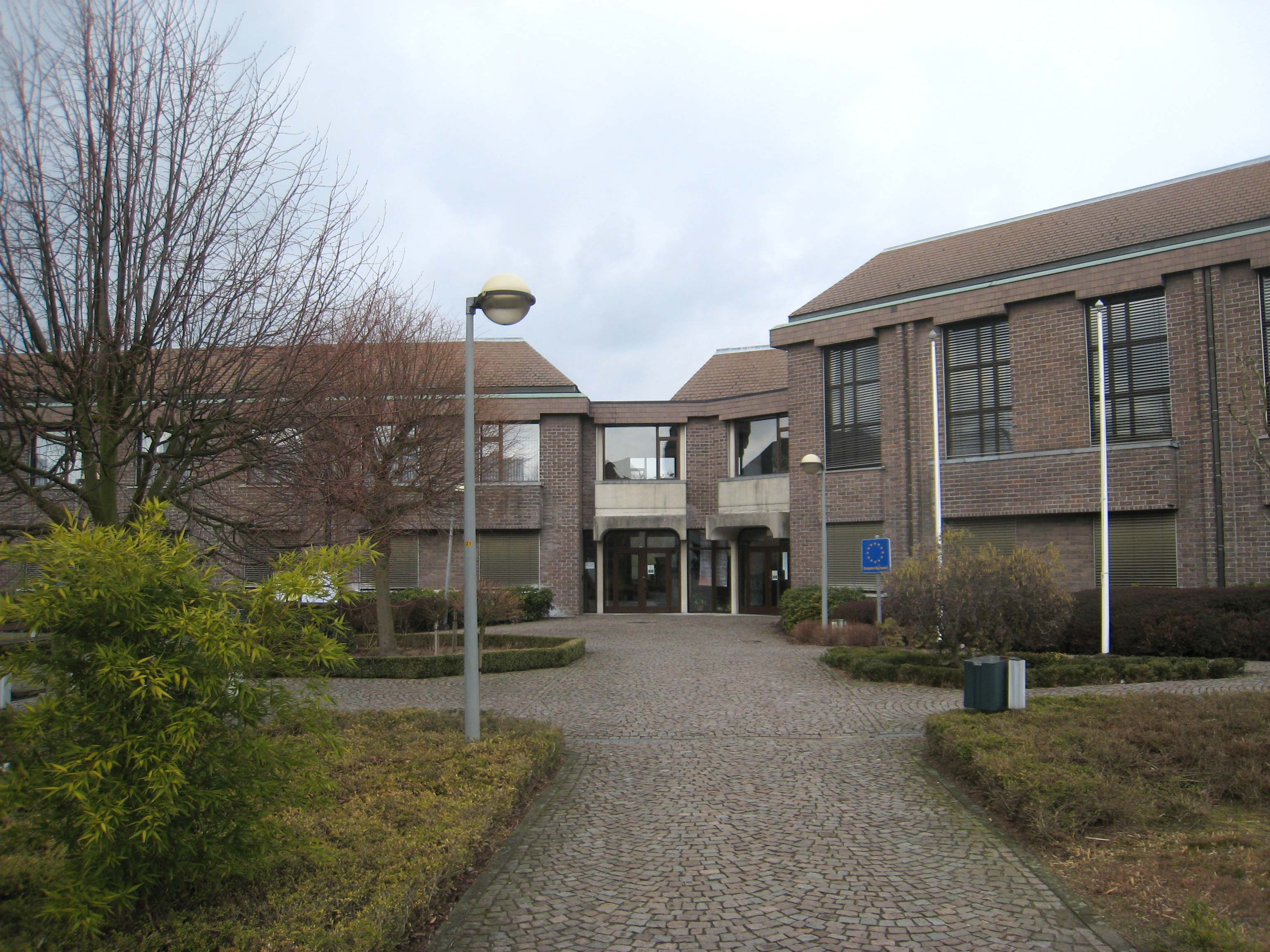